# Fernão Mendes Pinto
Fernão Mendes Pinto, född 1509 i Montemor-o-Velho, död 8 juli 1583 i Pragal vid Almada, var en portugisisk äventyrare och upptäcktsresande. Han skrev en bok om sina äventyr, Peregrinação ("Pilgrimsfärd"), som gavs ut postumt år 1614.